# Лёрдахл, Мартинус
Мартинус Лёрдахл (норв. Martinus Lørdahl, 28 июля 1873, Хуф — 2 апреля 1933, Осло) — норвежский спортсмен и спортивный деятель. Участник чемпионатов мира (1895, 1897, 1901 и 1905 года) и Европы (1894) по конькобежному спорту. На чемпионате мира-1905 он уверенно занял второе место в общем зачёте, выиграв спринтерскую дистанцию 500 метров.
Мартинус Лёрдахл также активно занимался фигурным катанием, велоспортом, плаванием и лёгкой атлетикой. В 1917 году он стал чемпионом Норвегии в фигурном катании.

## Биография
Более всего Мартинус Лёрдахл известен как "отец стадиона «Бислетт». В 1916 году он возглавил недавно созданный Департамент спорта в Осло, который в частности занимался планированием и строительством нового спортивного комплекса «Бислетт». Первые международные соревнования на «Бислетте» были проведены 28 — 29 января 1922 года. Одна из площадей вне стадиона названа в его честь.
Мартинус Лёрдахл был президентом норвежской Федерации лёгкой атлетике (1903—1906 года) и Федерации плавания (1920—1923 и 1928—1930 года).
В 1932 году из-за гангрены ему ампутировали одну ногу. Год спустя Мартинус Лёрдахл умер, предположительно, от осложнений после ампутации.

## Достижения в конькобежном спорте
| турнир                            | дата                 | город     | 500 м      | 1500 м       | 5000 м                 | 10000 м     | место |
| --------------------------------- | -------------------- | --------- | ---------- | ------------ | ---------------------- | ----------- | ----- |
| 2-й чемпионат Европы – многоборье | 24 – 25 февраля 1894 | Хамар     | 50,0 (5/q) | 2.37,8 (8/q) | 9.29,6 (7)             | –           | (6)   |
| 3-й чемпионат мира – многоборье   | 23 – 24 февраля 1895 | Хамар     | 50,0 (5/q) | 2.39,4 (5/q) | 10.24,8 (14)           | НФ          | Б/М   |
| 5-й чемпионат мира – многоборье   | 5 – 6 февраля 1897   | Монреаль  | 50,6f (6)  | 2.52,4f (8)  | 9.39,2 (2), 8.55,0 (5) | –           | Б/М   |
| 9-й чемпионат мира – многоборье   | 9 – 10 февраля 1901  | Стокгольм | 54,2 (2)   | 2.46,6 (3)   | 10.15,2 (3)            | –           | Б/М   |
| 13-й чемпионат мира – многоборье  | 21 – 22 января 1905  | Гронинген | 49,8 (1)   | 2.46,6 (3)   | 9.57,0 (2)             | 21.07,0 (2) | (2)   |

## Ссылка
- Сайт SkateResults.com, анг.
- Сайт Deutsche Eisschnelllauf-Gemeinschaft, нем.